# Helius (Helius) leucoplaca
Helius (Helius) leucoplaca is een tweevleugelige uit de familie steltmuggen (Limoniidae). De soort komt voor in het Neotropisch gebied.